# تاد راندگرن
تاد هری راندگرن (انگلیسی: Todd Harry Rundgren؛ زادهٔ ۲۲ ژوئن ۱۹۴۸) یک نوازنده، ترانه‌سرا و تهیه‌کننده موسیقی اهل ایالات متحده آمریکا است. وی از سال ۱۹۶۷ میلادی تاکنون مشغول فعالیت بوده‌است.